# Oecetis ocellata
Oecetis ocellata är en nattsländeart som beskrevs av Jacquemart 1959. Oecetis ocellata ingår i släktet Oecetis och familjen långhornssländor. Inga underarter finns listade i Catalogue of Life.